# Шуттарна II
Шуттарна II или Суттарна II (<satvar «воин») — царь Митанни, правил приблизительно в 1400 — 1375 годах до н. э. Сын Артатамы I.

## Восстание
Шуттарна поддержал восстание против хеттского царя Тудхалии III коалиции государств восточной части Малой Азии, куда входили город Курталисса, город Араванна (область на юго-востоке Малой Азии в районе совр. Эльбистана), страна Цацциса (область между верховьями Галиса и Верхним Евфратом, западнее современного Дивриги), страна Каласма (горная область в районе современного Гюрюна), страна Тиммина (область в горах Тавр к юго-востоку от среднего Галиса, район современных гор Тахталы), горная страна Халива, горная страна Карна, город Турмитта (торговый город на хетто-каскейском пограничье, в районе города Сивас), страна Алха (горная область в районе современного Гюрюна), страна Хурма (область на юго-востоке Малой Азии в районе современного Эльбистана), горная страна Харана (горная область в районе современного Гюрюна), половина страны Тегарама (область с центром в городе Малатья), город Тебурзия (город в низовьях Арацани, восточного притока Евфрата, современный Мурад-су), город Хазга и страна Армадана (область к востоку от Куммане). Во главе мятежа стояла страна Ишува — центр объединения антихетских сил этого региона.
Восстание против хеттов началось и на севере Сирии. Халеб, Аштата, Нухашше освободились от хеттской зависимости и заключили договор с Митанни. Длительная война однако не принесла успеха ни одной из сторон.

## Внешняя политика
С Египтом в правление Шуттарны у Митанни существовали дружеские отношения. Шуттарна послал в жёны египетскому фараону Аменхотепу III в 10-й год правления последнего свою дочь Гилухепу с богатым приданым. Невесту сопровождали 317 прислужниц. Сохранился скарабей Аменхотепа III с такой надписью:

«Год 10-й Аменхотепа. Жена его Тия, её отец Йуйя, её мать Туйя. Дивные события с его величеством: дочь князя нахаринского Сатарны (Шуттарны) Гилухипа (Килу-Хепа) и лучшие из его женщин 317».
Дружбу между Египтом и Митанни и выдачу митаннийской царевны замуж за фараона, подтверждает и письмо сына Шуттарны II Тушратты к Аменхотепу III, сохранившееся в Амарнском архиве.
«Так как ты был хорош с моим отцом, то я послал тебе сказать, чтобы мой бpaт слышал об этом и был рад. Мой отец был в дружбе с тобой и ты, вероятно, любил его ещё больше. И мой отец во имя этой любви отдал тебе мою сестру. И кто другой был так близок к моему отцу, как ты? … В подарок Гилухипе, моей сестре [посылаю] пару золотых ожерелий, пару золотых; серёг… каменный сосуд с благовонным маслом».
| Династия царей Митанни     |                                       |                       |
| Предшественник: Артатама I | царь Митанни ок. 1400 — 1375 до н. э. | Преемник: Арташшумара |